# Notoprymna igniarius
Notoprymna igniarius är en stekelart som beskrevs av De Santis 1988. Notoprymna igniarius ingår i släktet Notoprymna och familjen puppglanssteklar. Inga underarter finns listade i Catalogue of Life.